# Desiree Scott
Desiree Scott, född den 31 juli 1987 i Winnipeg, Kanada, är en kanadensisk fotbollsspelare som spelar för Kansas City.
Scott tog OS-brons i damfotbollsturneringen vid de olympiska fotbollsturneringarna 2012 i London och vid de olympiska fotbollsturneringarna 2016 i Rio de Janeiro. Vid olympiska sommarspelen 2020 i Tokyo var Scott en del av Kanadas lag som tog guld.